# Diana Sarno
Diana Sarno (13 de mayo de 1963 (61 años) es una botánica, algóloga, taxónoma, conservadora, y exploradora italiana.

## Carrera
En 1987, obtuvo una licenciatura en ecología del fitoplancton por la Universidad de Nápoles Federico II, .
Entre 1988 a 1994, trabajó en la empresa privada Bioservice, de Nápoles, en estudios de impacto ambiental. Y desde 1989, simultáneamente en la Estación Zoológica Anton Dohrn, de Nápoles, colaborando en proyectos de taxonomía y distribución del fitoplancton (laguna Fasano, Estrecho de Magallanes), siendo allí contratada como tecnóloga desde 1994, desarrollando actividades académicas y científicas en la Sección Integrada de Ecología Marina, Estación Zoológica, Nápoles.

## Algunas publicaciones
- isabella Percopo, maria v. Ruggiero, sergio Balzano, priscillia Gourvil, nina Lundholm, raffaele Siano. 2016. Pseudo-nitzschia arctica sp. nov., a new cold-water cryptic Pseudo-nitzschia species within the P. pseudodelicatissima complex. J Phycol. 52 (2): 184 - 199. doi: 10.1111/jpy.12395.

- s. Bosak, l. Šupraha, d. Nanjappa, w.c.f. Kooistra, d. Sarno. 2015. Morphology and phylogeny of four species from the genus Bacteriastrum (Bacillariophyta). Phycologia 54: 130–148.

- ----------, m.g. Udovic, diana Sarno. 2015. Morphological study of Chaetoceros wighamii Brightwell (Chaetocerotaceae, Bacillariophyta) from Lake Vrana, Croatia. Acta Botanica Croata 74.

- g. Corriero, c. Pierri, s. Accoroni, g. Alabiso, g. Bavestrello, e. Barbone, m. Bastianini, a.m. Bazzoni, f.b. Aubry, f. Boero, m.c. Buia, m. Cabrini, e. Camatti, f. Cardone, b. Cataletto, r.c. Vietti, Cecere E, Cibic T, Colangelo P, Olazabal AD, D'Onghia G, Finotto S, Fiore N, d. Fornasaro, s. Fraschetti, a. Giangrande, c. Gravili, c. Longo, m. Lorenti, a. Lugliè, p. Maiorano, m.g. Mazzocchi, m. Mercurio, f. Mastrototaro, m. Mistri, m. Monti, c. Munari, l. Musco, c. Nonnis-Marzano, b.m. Padedda, p.p. Patti, a. Petrocelli, s. Piraino, g. Portacci, a. Pugnetti, s. Pulina, t. Romagnoli, i. Rosati, diana Sarno, c.t. Satta, et al. 2015. Ecosystem vulnerability to alien and invasive species: a case study on marine habitats along the Italian coast (enlace roto disponible en Internet Archive; véase el historial, la primera versión y la última).. Aquatic Conservation: Marine and Freshwater Ecosystems. http://dx.doi.org/10.1002/aqc.2550

- m.v. Ruggiero, d. Sarno, l. Barra, w.c.f. Kooistra, m. Montresor, a. Zingone. 2015. Diversity and temporal pattern of Pseudo-nitzschia species (Bacillariophyceae) through the molecular lens. Harmful Algae 42: 15-24.

- g. Santamaria, l. Cerchia, c.l. Esposito, g. Benvenuto, d. Nanjappa, diana Sarno, a. Zingone, v. De Franciscis, m. Ribera d'Alcala. 2015. Aptamers are an innovative and promising tool for phytoplankton taxonomy and biodiversity research. Chemistry & Ecology 31: 92-103.

- d. D'Alelio, m.g. Mazzocchi, marina Montresor, diana Sarno, a. Zingone, i. Di Capua, g. Franzè, f. Margiotta, m. Saggiomo, m. Ribera d’Alcalà. 2014. The green-blue swing: plasticity of plankton food-webs in response to coastal oceanographic dynamics. Marine Ecol. doi: 10.1111/maec.12211

- marina Montresor, c. Di Prisco, diana Sarno, f. Margiotta, a. Zingone. 2013. Diversity and germination patterns of diatom resting stages at a coastal Mediterranean site. Marine Ecol. Progress Series 484: 79-95.

- s. Bosak, g. Pletikapić, a. Hozić, v. Svetličić, diana Sarno, d. Viličić. 2012. A Novel Type of Colony Formation in Marine Planktonic Diatoms Revealed by Atomic Force Microscopy. PLoS ONE 7 (9): e44851. doi:10.1371/journal.pone.0044851

- diana Sarno, a. Zingone, marina Montresor. 2010. A massive and simultaneous sex event of two Pseudo-nitzschia species. Deep Sea Research Part II: Topical Studies in Oceanography 57: 248-255.

- a. Zingone, l. Dubroca, d. Iudicone, f. Margiotta, f. Corato, m. Ribera d’Alcalà, v. Saggiomo, diana Sarno. 2010. Coastal phytoplankton do not rest in winter. Estuaries and Coasts 33: 342-361.

- gloria e. Sánchez, diana Sarno, marina Montresor, raffaele Siano, carina b. Lange. 2009. GERMINACIÓN DE ESTADOS DE RESISTENCIA DE DIATOMEAS Y DINOFLAGELADOS EN SEDIMENTOS MARINOS DE DOS ÁREAS DE SURGENCIA DE CHILE. Gayana Bot. 66 (2): 239-255. 10.4067/S0717-66432009000200009.

- marina Montresor, a. Zingone, diana Sarno. 1998. Dinoflagellate cyst production at a coastal Mediterranean site. J. Plankton Res. 20: 2291–2312.

### Cap. de libros
- g. Honsell, marina Montresor, t. Romagnoli, diana Sarno, c. Totti, a. Zingone. 2010. Osservazione del fitoplancton al miscroscopio elettronico a scansione (SEM) e a trasmissione (TEM). En: Socal G, Buttino I, Cabrini M, Mangoni O, Penna A et al. editores. Metodologie di studio del plancton marino. Roma: ISPRA. p. 235-241.

- a. Zingone, c. Totti, diana Sarno, m. Cabrini, c. Caroppo, m.g. Giacobbe, a. Lugliè, c. Nuccio, g. Socal. 2010. Fitoplancton: metodiche di analisi quali-quantitativa. En: Socal G, Buttino I, Cabrini M, Mangoni O, Penna A et al. editores. Metodologie di studio del plancton marino. Roma: ISPRA. p. 204-228.

## Honores
- Società Botanica Italiana.[4][1]

### Galardones[3]
- 2005: premio Provasoli por la autoría en Journal of Phycology:

i) Zingone A, Percopo I, Sims PA, Sarno D. 2005. Journal of Phycology 41: 140-150
ii) Sarno D, Kooistra WCHF, Medlin LK, Percopo I, Zingone A. 2005. Journal of Phycology 41: 151-176

### Editora
- editora y autora de la Sección “Diatom” del Website en Mediterranean Phytoplankton (SZN portal).
- editora asociada de la international journal “Cryptogamie-Algologie” desde 2008.[5]
- La abreviatura «Sarno» se emplea para indicar a Diana Sarno como autoridad en la descripción y clasificación científica de los vegetales.[6]